# یادبودهای ایروان
شهر ایروان از تعداد زیادی از پارک‌ها، باغ‌ها، مجسمه‌ها، سازه‌ها و سایر یادبودها مزئین شده‌است. تعدادی از اصلی‌ترین یادبودهای به شرح زیر آورده شده‌است:

## یادمان نسل‌کشی ارمنی‌ها

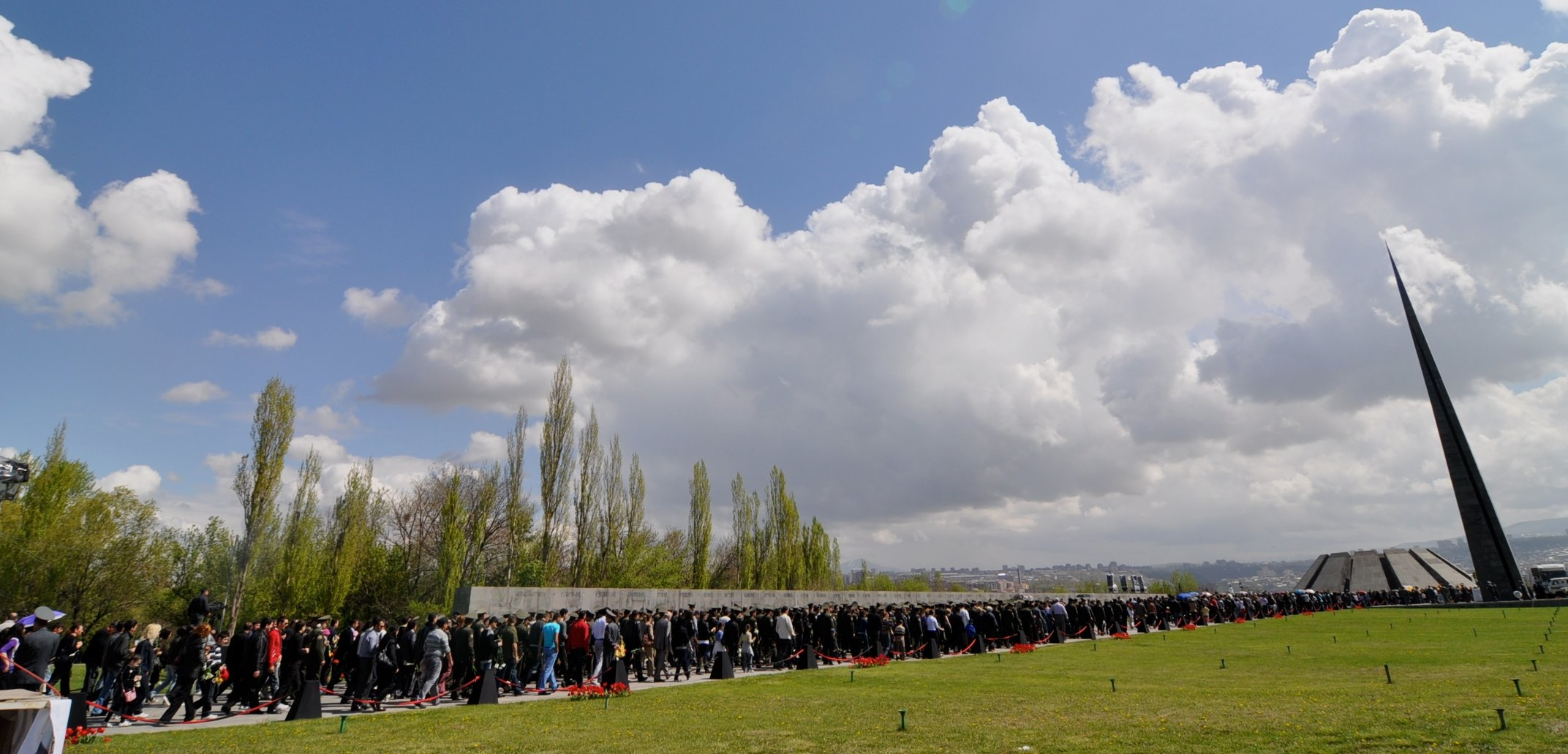
Panorama of Tsitsernakaberd

## میدان جمهوری

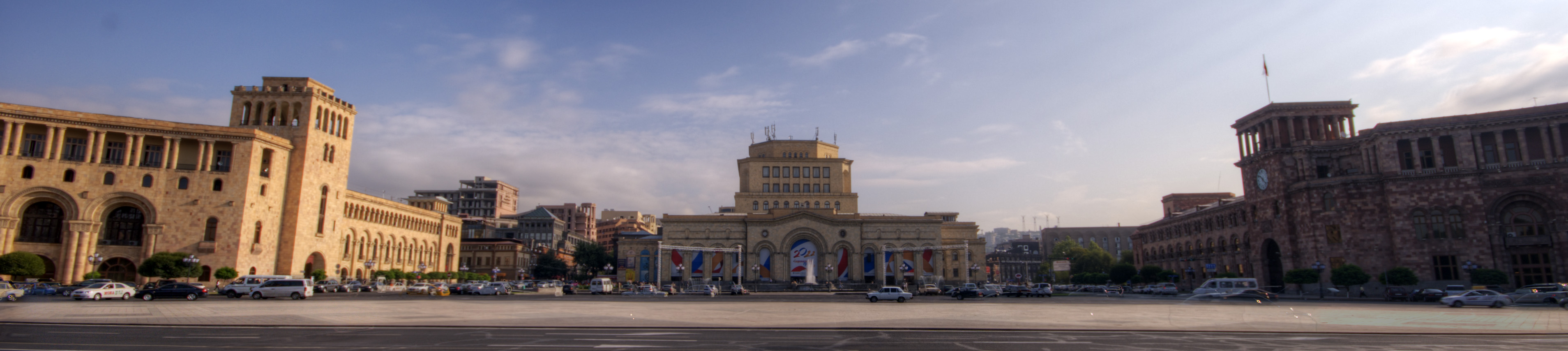
Panorama of the Republic Square

## تالار اپرای ایروان

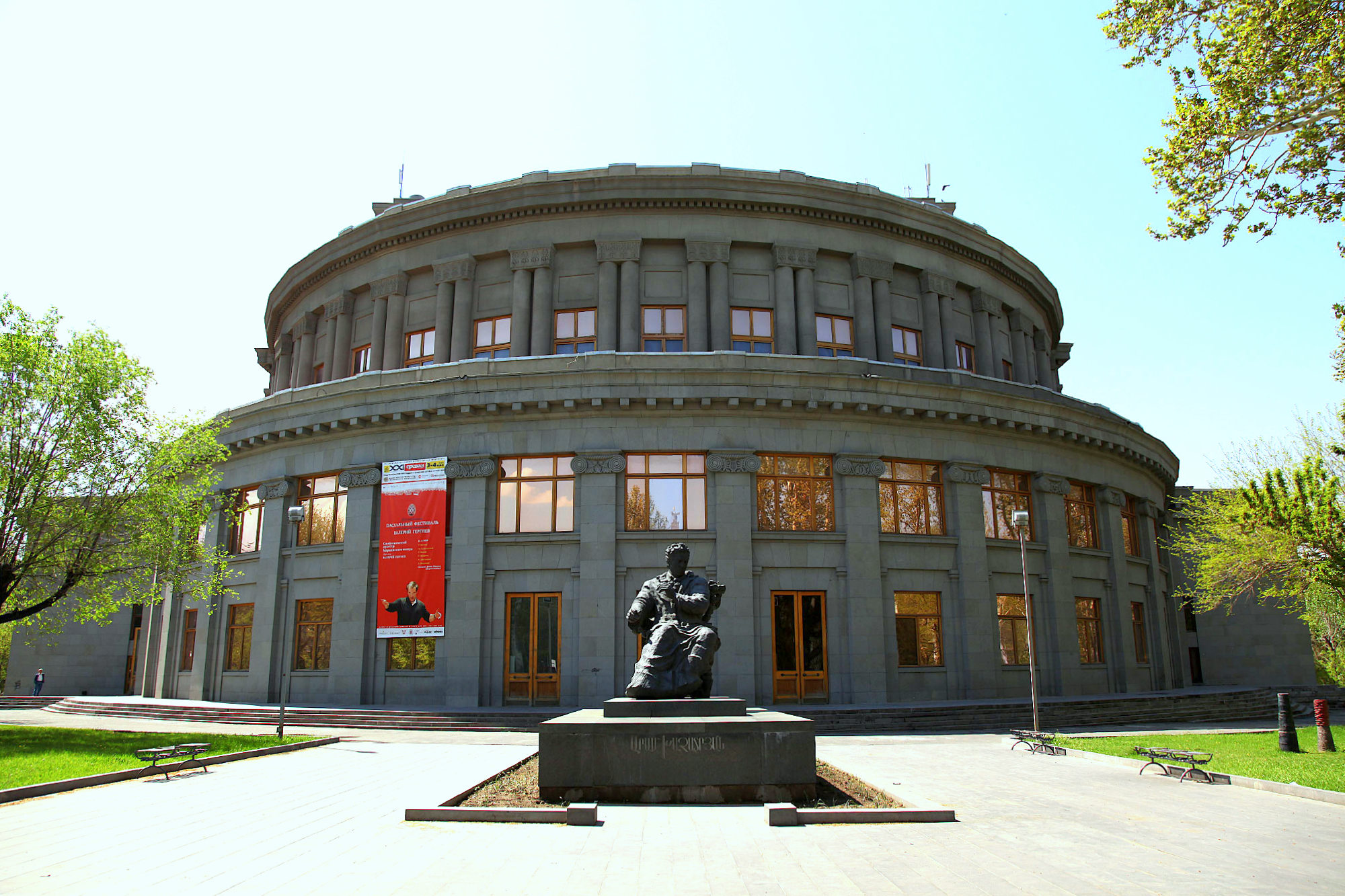
Armenian Opera Theater

خطا: نام صفحه مشخص نشده‌است (راهنما).

## کاسکاد

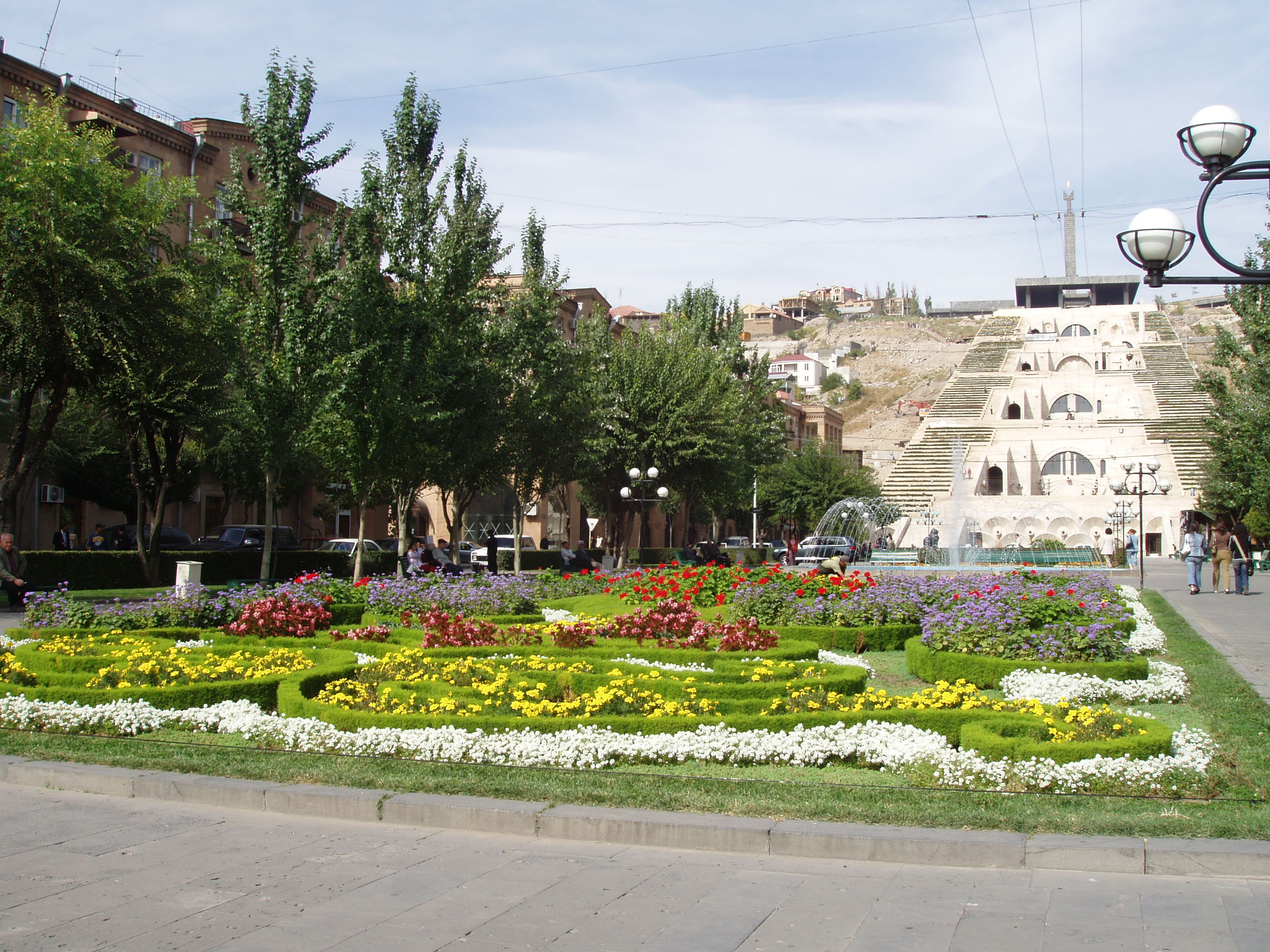
The cascade
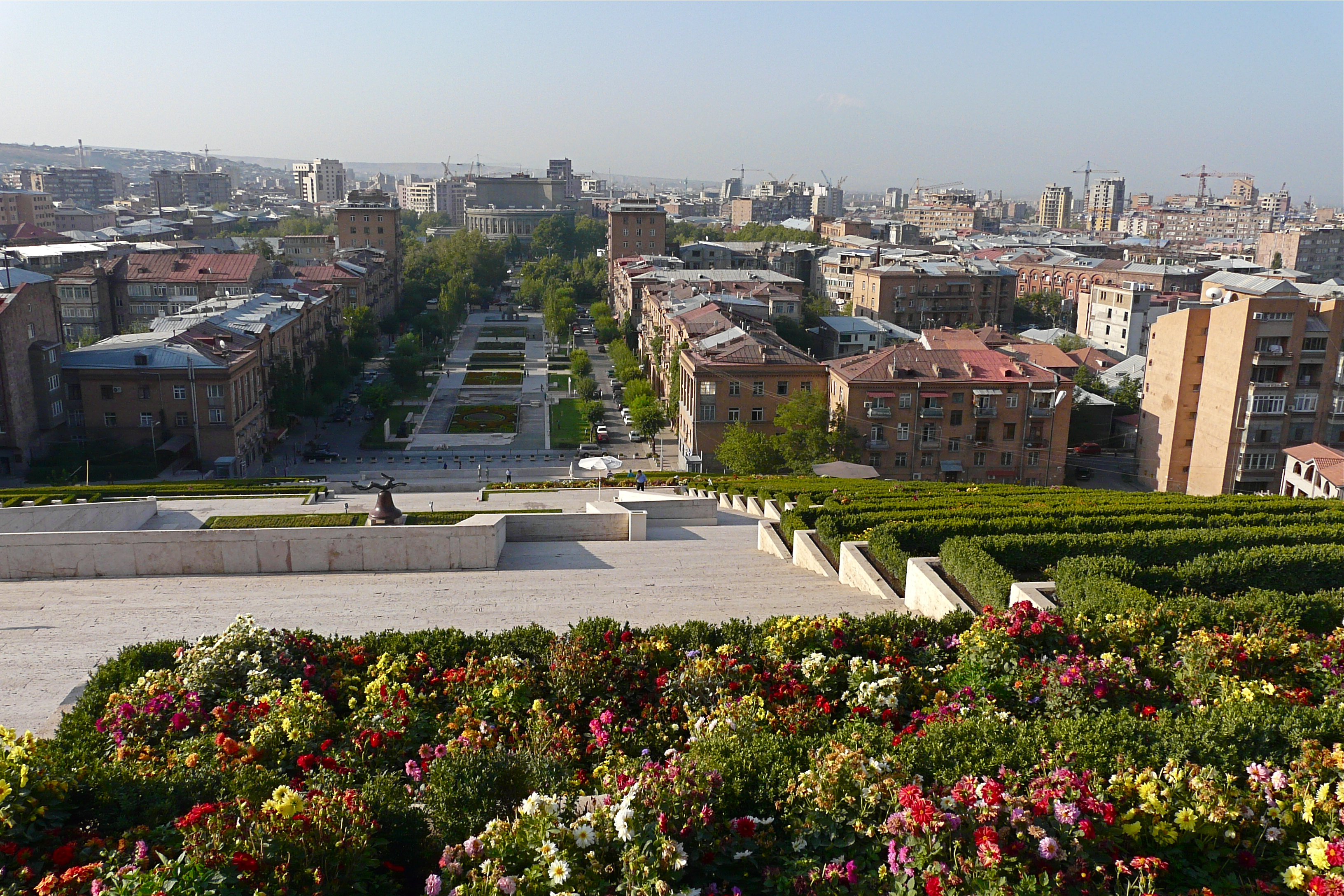
View from the top of the cascade

## مام ارمنستان

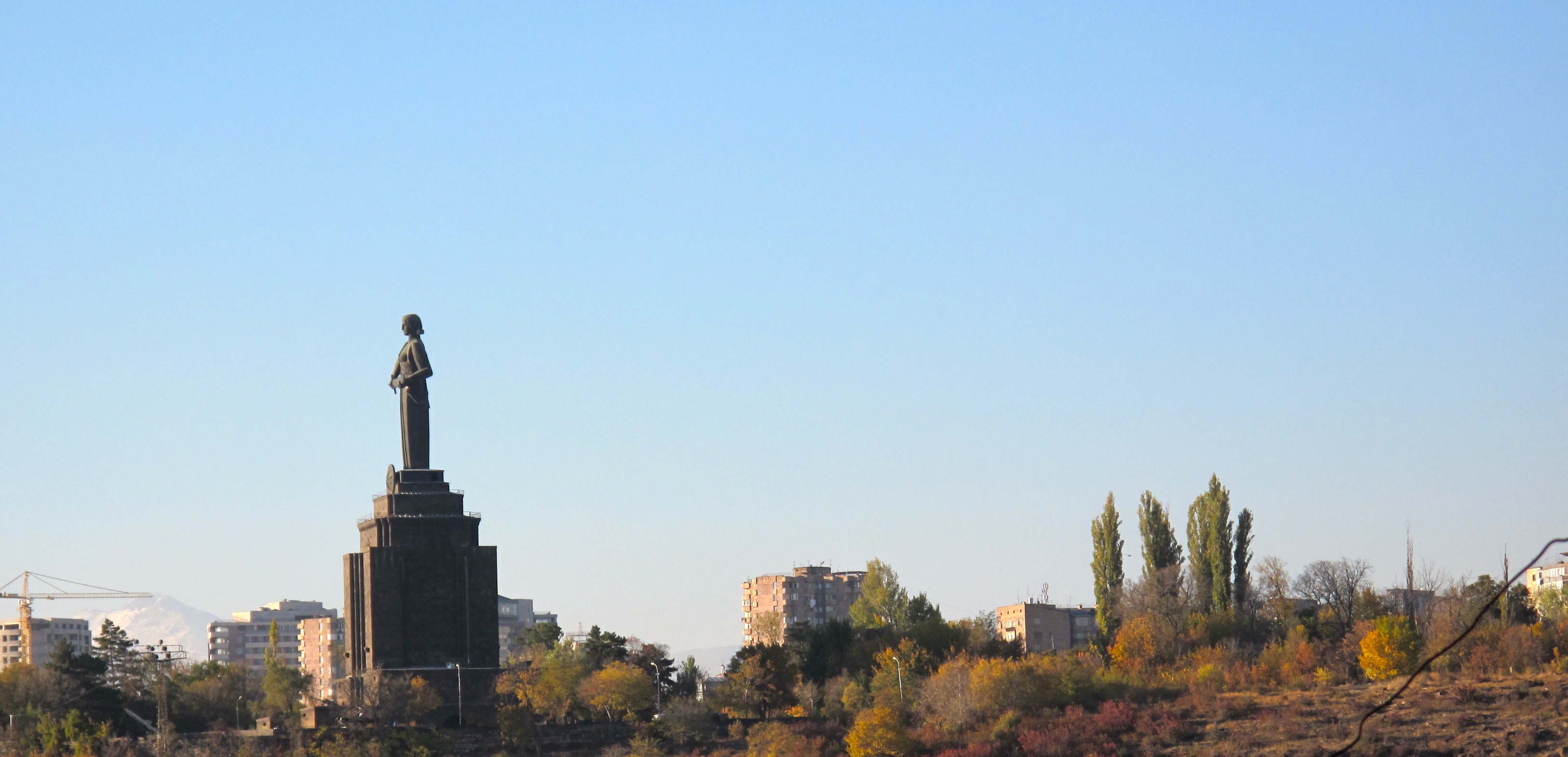
Panorama of Mother Armenia

## ماتناداران

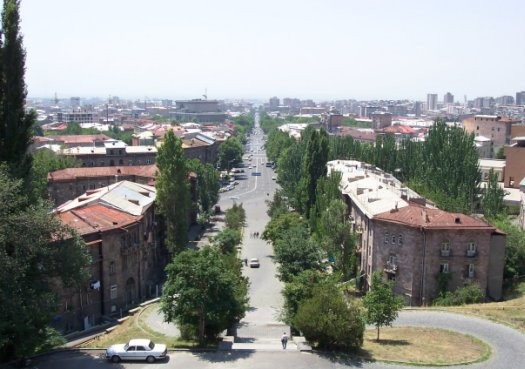
Mashdots Avenue.
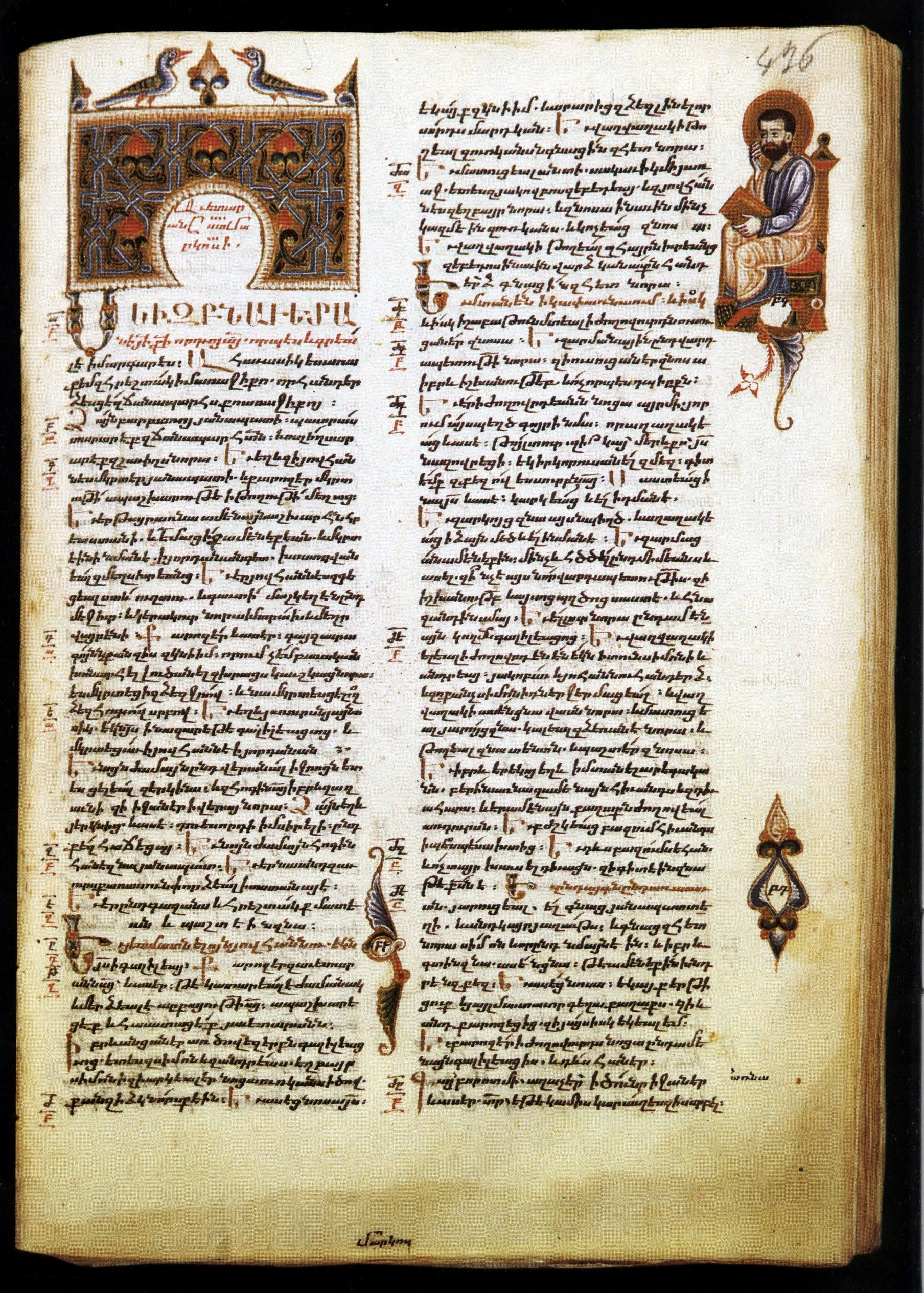
One of the manuscripts in the Matenadaran.

## کلیسای جامعه سنت گریگور

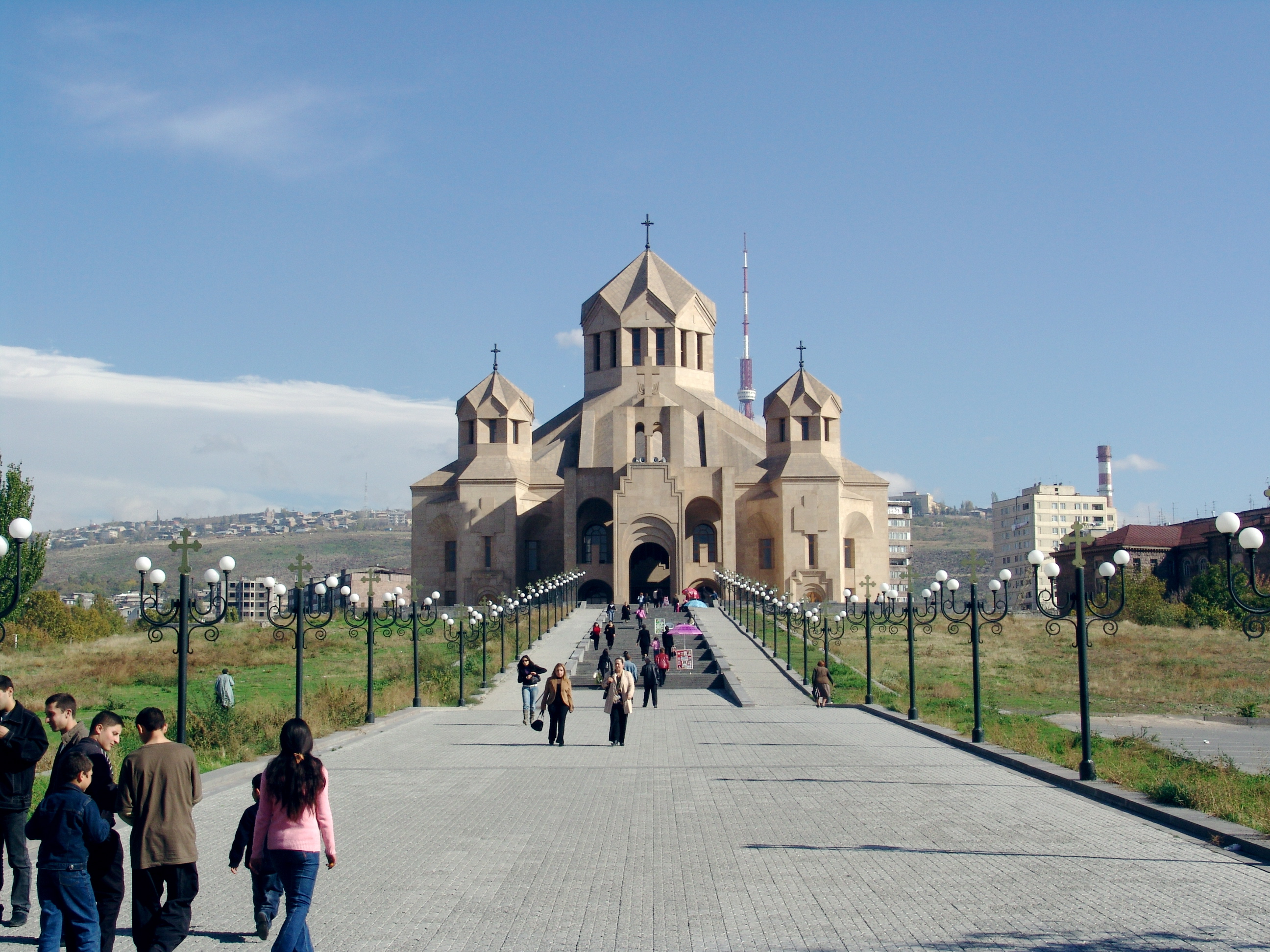
Saint Gregory Cathedral

## دژ اربونی

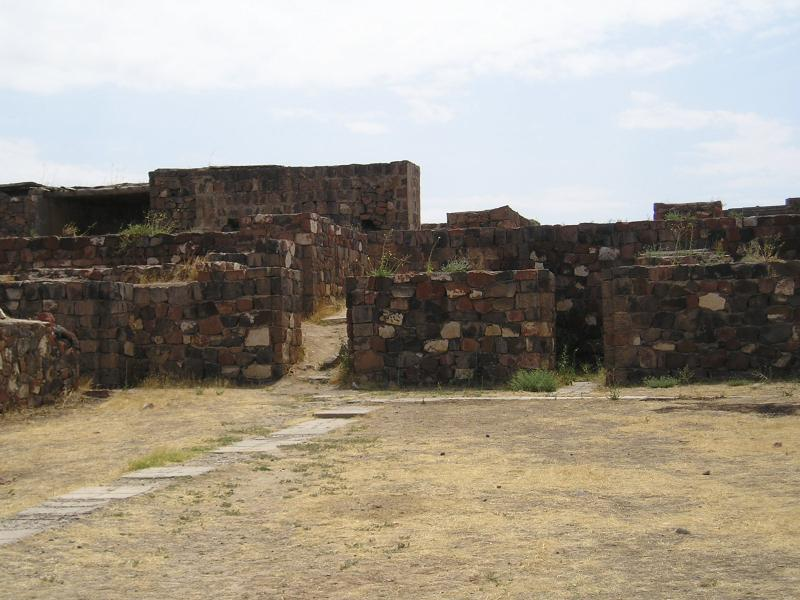
Erebuni.

## مسجد کبود

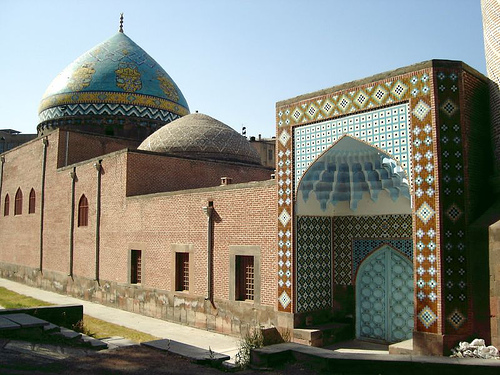
The Blue Mosque of Yerevan after its restoration.

## مجموعه کنسرتی و ورزشی کارن دمیرچیان

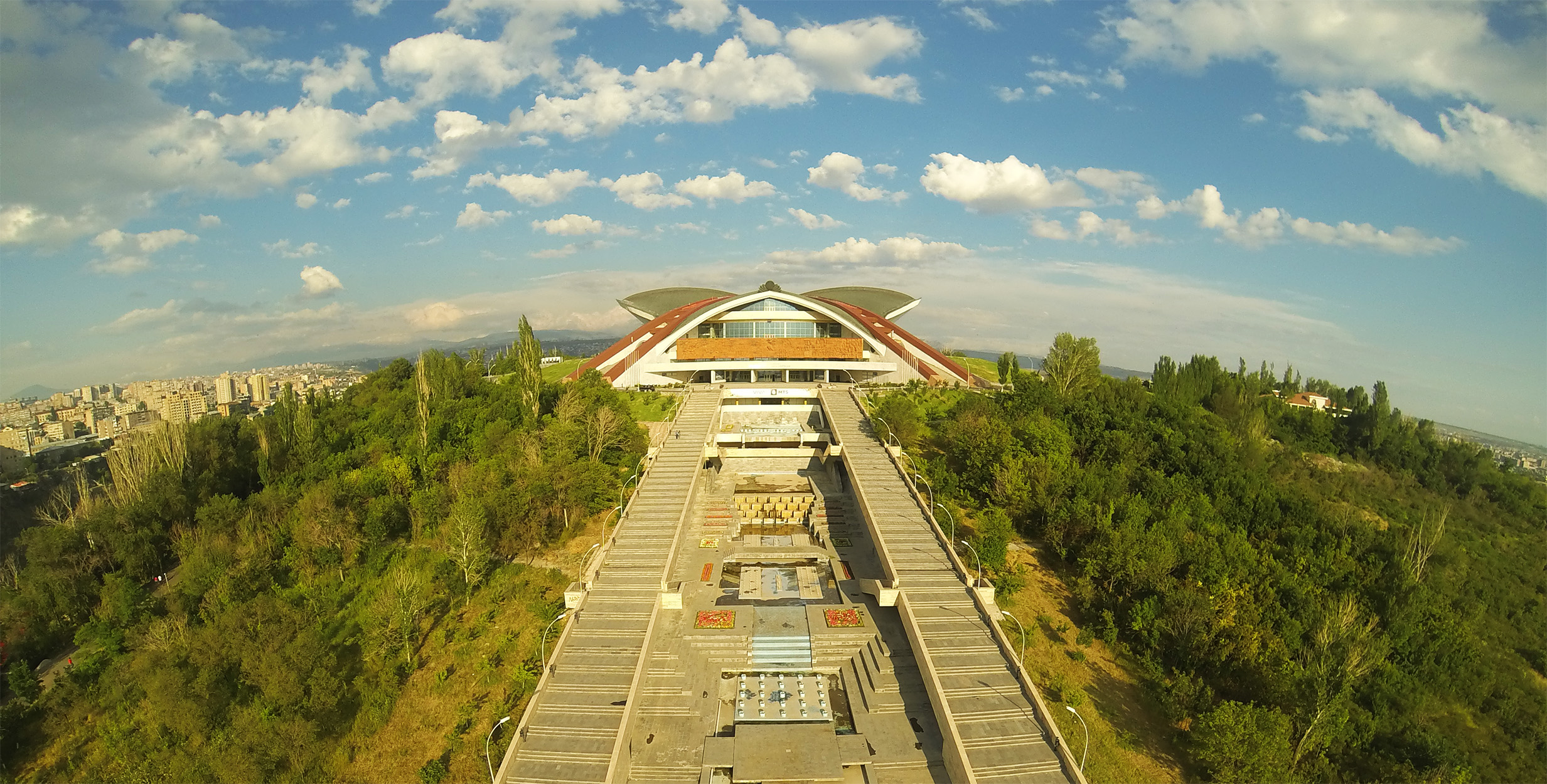
Karen Demirchyan Complex

## برج تلویزیونی

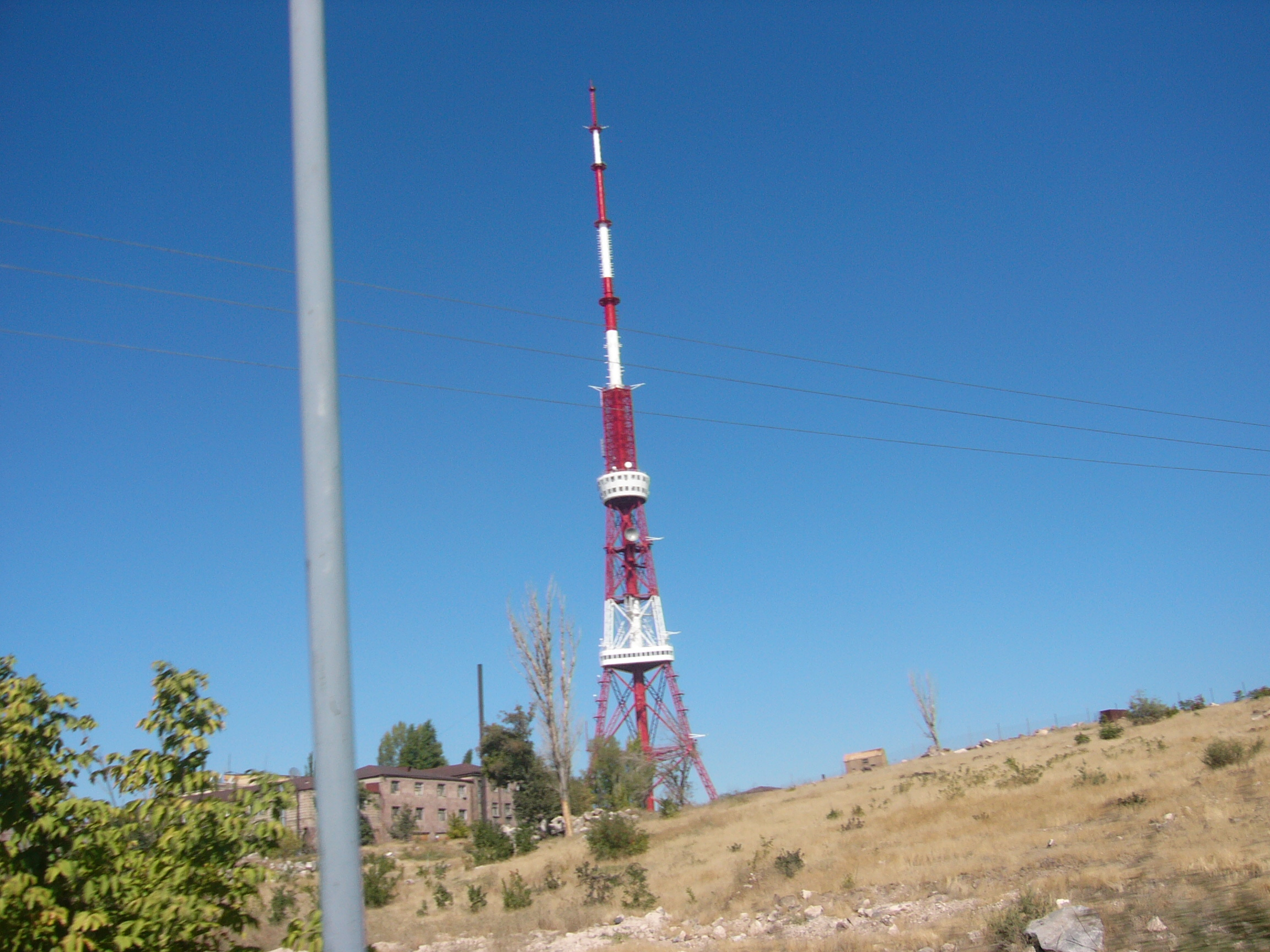
Yerevan TV Tower.
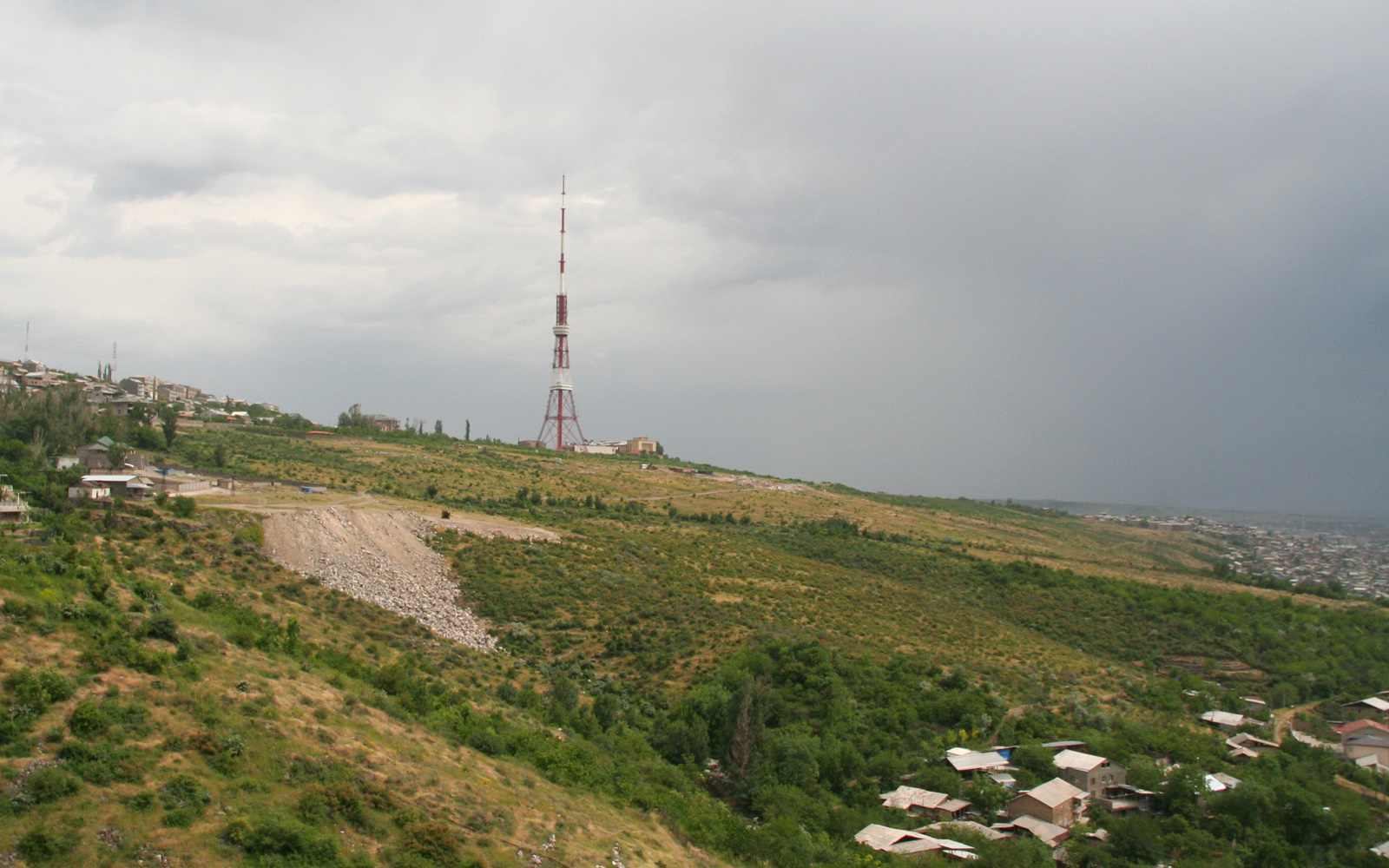
Yerevan TV Tower.